# Lysimachia arvensis
Este artículo hace referencia a la planta; para la obra literaria homónima, véase La pimpinela escarlata.

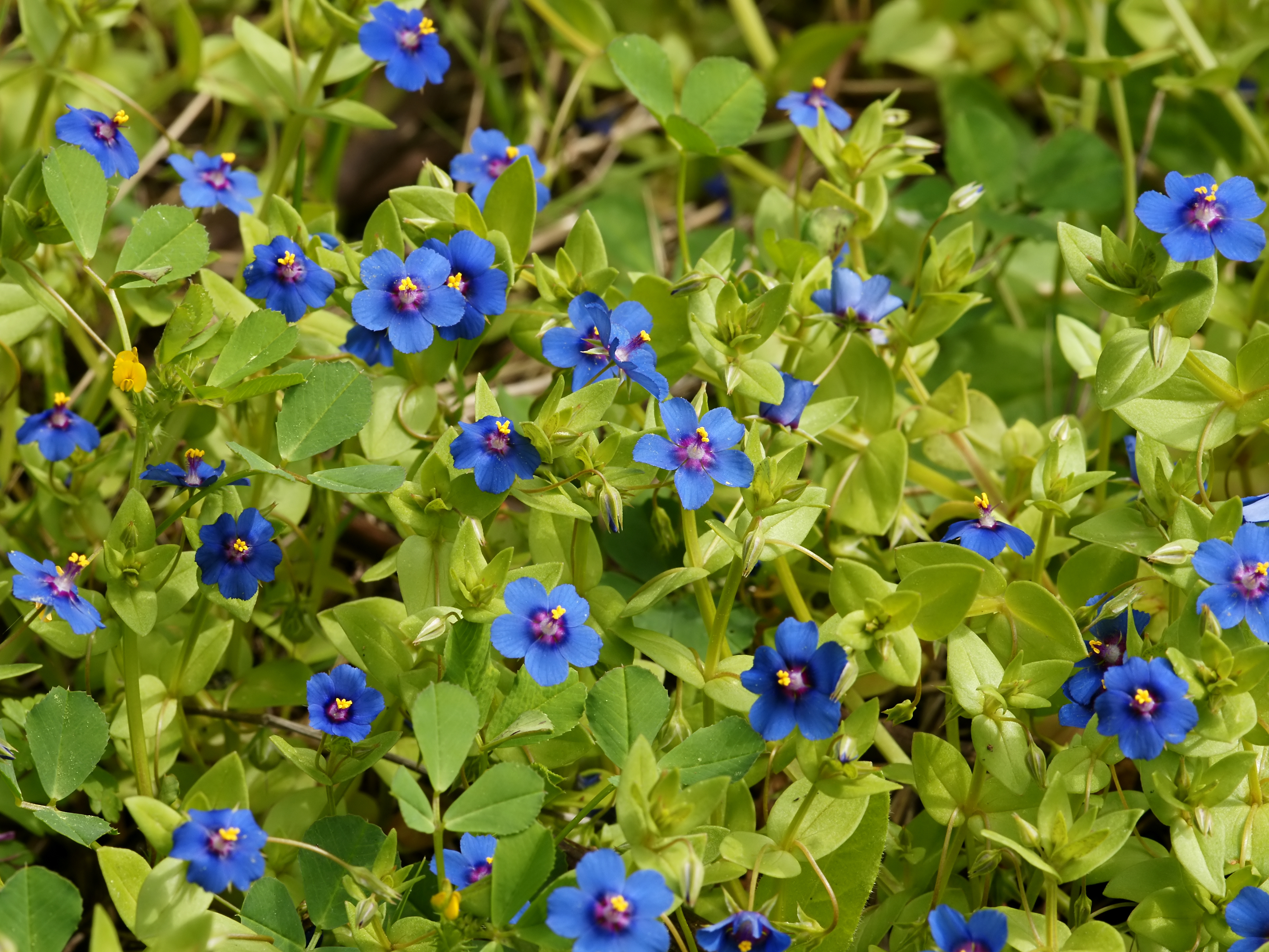
Lysimachia arvensis var. caerulea.

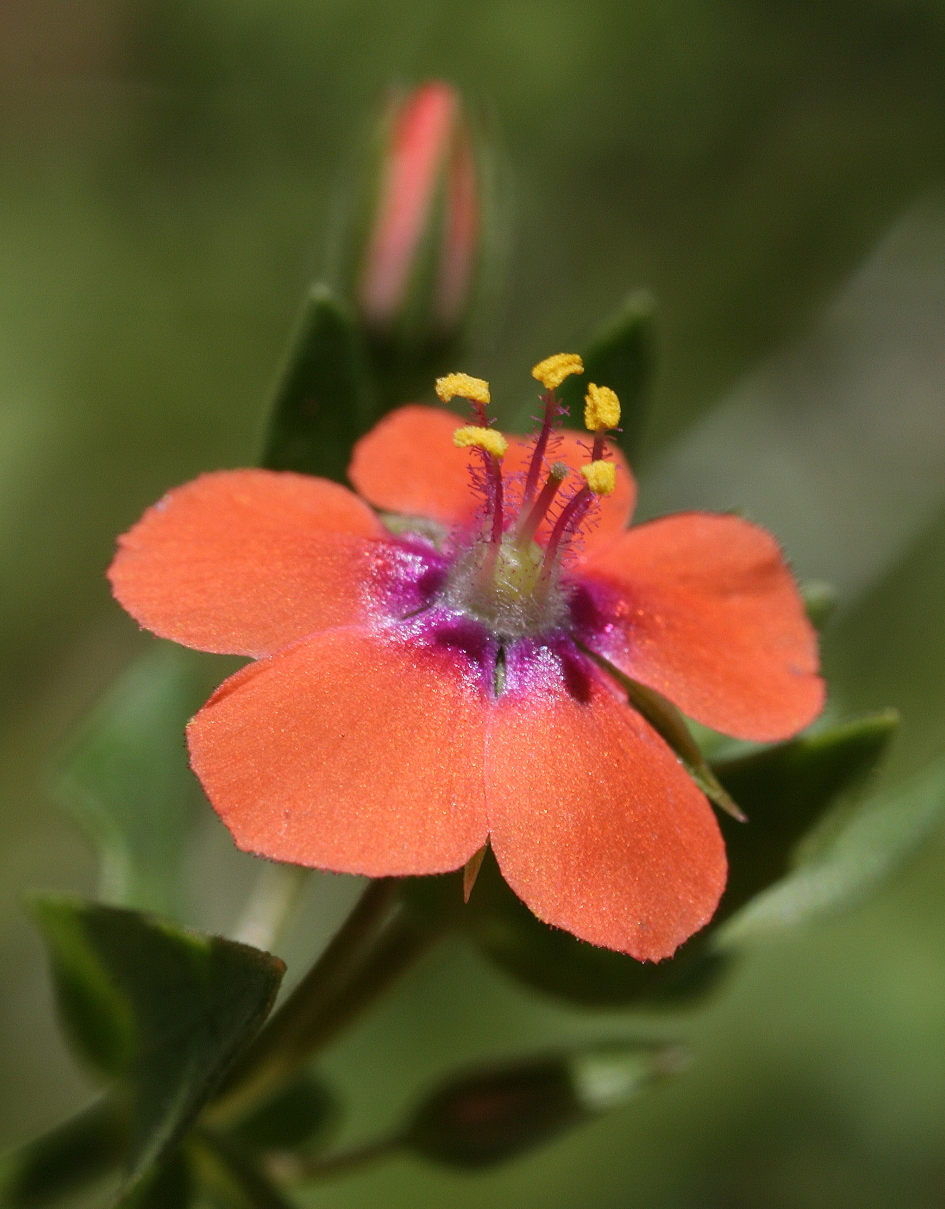
Detalle de una flor de la forma roja

Lysimachia arvensis, de nombre común murajes o amurajes, entre otros muchos, es una especie de planta herbácea  del género Lysimachia de la familia Primulaceae.
- Nota: Estudios recientes, en particular moleculares, conducen a incluir unos cuantos géneros de la familia Myrsinaceae (Centunculus, Glaux, Trientalis, Asterolinon, Pelletiera y Anagallis) dentro del género Lysimachia.[4][5][6][7][8] El nombre correcto para Anagallis arvensis es pues: Lysimachia arvensis (L.) U.Manns & Anderb., 2009.

## Descripción

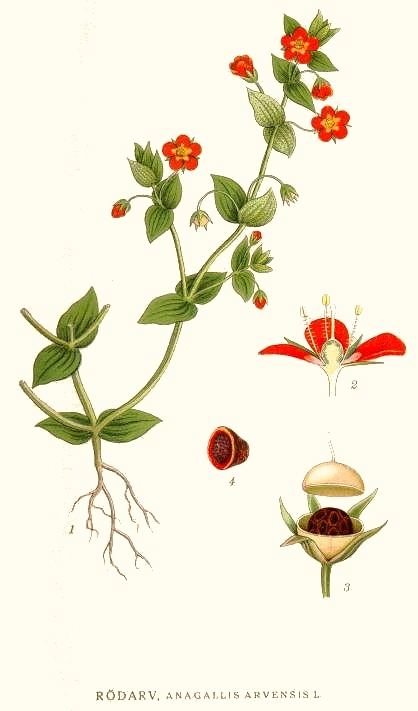
Ilustración en Carl Axel Magnus Lindman, Bilder ur Nordens Flora, 1917-1926

Planta anual con tallo de 2,5 hasta 70 cm, erecto o procumbente. Hojas de 5-30 por 3-15 mm, opuestas, a veces las superiores tri/quadri-verticiladas, sésiles, ovado-oblongas, rara vez lanceoladas con el envés frecuentemente con puntos pardo-negruzcos. Flores con pedicelo de 8-40 mm, más largo que la hoja axilante, recurvado en la fructificación. Cáliz de 2-6,5 mm, con 4-5 dientes aquillados, con amplio margen escarioso, generalmente más cortos que los pétalos en el botón floral; tubo 0,5-1 mm. Corola de 4-15 mm de diámetro, rotácea; 5 lóbulos de 1,5-7 mm, obovados, con margen algo crenulado, raramente denticulado y con pelos marginales glandulares, tricelulares, con la célula terminal globosa; tubo corto de unos 0,2 mm; color azul (Anagallis arvensis var. caerulea) con un anillo rojizo en la garganta, o anaranjado, asalmonado o rojizo con un anillo purpúreo en la garganta. Estambres con filamento de 1-3 mm, con pelos de color purpúreo, a veces amarillo o blanquecino; anteras de 0,3-0,9 mm, más o menos elipsoidales. Estilo de 1-2,5 mm. Fruto de 3,5-6 mm de diámetro con 20-35 semillas, de 0,9-1,4 por 0,6-1 mm.
La subespecie Lysimachia arvensis ssp. parviflora tiene flores brillantes azul oscuras. Ha sido considerada como una especie distinta: Anagallis foemina,    posteriormente rebajada a condición de simple subespecie.

## Hábitat y distribución
Habita en terrenos cultivados, zonas baldías y dunas en toda Europa, donde es considerada una maleza e indicador de suelos sueltos.
Cosmopolita.
En el centro de España aparece en comunidades de Polygono-Chenopodion Koch ex Sissing (1946), y es protegida como especie "vulnerable" en la Región de Murcia (España).
Naturalizada en África tropical (Cabo Verde, Azores, Canarias).
También está presente en la isla de Socotra.

## Propiedades
Principios activos: contiene saponósidos: ciclamina. Taninos. Fermentos. Heterósidos triterpénicos. Aceite esencial.
Indicaciones: Usado popularmente como antifúngico, antiviral, cicatrizante, sedante, expectorante, ligeramente diurético y sudorífico. Por su toxicidad por vía interna, sólo se recomienda su uso tópico en micosis cutáneas, úlceras tróficas y herpes zóster.
Contraindicada la administración oral (excepto por prescripción facultativa). Tópicamente puede producir dermatitis de contacto, con intensa rubefacción e incluso vesicación. Toda la planta es tóxica, especialmente las semillas, y es un veneno para los mamíferos, incluido el humano  : contiene saponósidos con acción hemolítica, irritante de las mucosas digestivas y respiratorias. A dosis mayores produce temblor, diarrea y una fuerte diuresis.
Se usa la planta entera, preferentemente las sumidades floridas. Se recolecta en agosto. Aplicación tópica: Jugo de planta fresca.
[cita requerida]
 Aviso médico

## Taxonomía
Lysimachia arvensis fue descrita por Carlos Linneo y publicado en Species Plantarum, vol. 1, p. 148 en 1753.
Etimología
- Lysimachia se llamó así, por haber sido hallada por el Rey Lysimacho: o porque echada sobre el yugo entre algunos bueyes rixosos, y discordes, los reduce a hermandad y concordia: la cual denota el vocablo de Lysimachia, que quiere decir, desbaratadora de lides y controversias".

- arvensis: epíteto latino que significa "de cultivo en los campos".[13]

Taxones infraespecificos aceptados
- Lysimachia arvensis var. caerulea (L.) Turland & Bergmeier
- Lysimachia arvensis subsp. parviflora (Hoffmanns. & Link) Peruzzi

Sinonimia
NOTA: Los nombres que presentan enlaces son sinónimos en otras especies: 
- Anagallis arabica Duby
- Anagallis arvensis L.
- Anagallis carnea Schrank
- Anagallis indica Sweet
- Anagallis jacquemontii Duby
- Anagallis mas Vill.
- Anagallis orientalis
- Anagallis parviflora Loisel.
- Anagallis phoenicea (Gouan) Scop.
- Anagallis pulchella Salisb.
- Anagallis punctifolia Stokes
- Anagallis repens DC.
- Anagallis verticillata] All.[14]

## Nombre común
- albajaca silvestre, anagalide, anagallis, anagallo, anagálide, anagálide hembra, anagálide macho, andagallo, arbejanilla, azulete, azulinas, centaura, escarlata tenida por macho, hierba coral, hierba corral, hierba de las güebras, hierba diviesera, hierba gitana, hierba jabonera, hierba pajera, jabón de gitana, jabón de rana, jaboncito de golondrina, jabonera, mata del Señor, morrón, morron de flor roja, mujares, murage hembra, murage macho, murage pequeño portugués, murages, murages azules, murages de flor colorada, murages de flor escarlata, muraje, murajes, murriaô grande, yerba coral, zapaticos del Señor. Altoaragonés: yerba de las güebras, yerba dibiesera, yerba pajera[15]

- En Argentina, "amurajes"[16] el nombre patrón propuesto por Petetín en 1984,[17] también llamada "anagalis",,[16] "no me olvides".[16]